# Talsperre Apartadura
Die Talsperre Apartadura (portugiesisch Barragem da Apartadura) liegt in der Region Alentejo Portugals im Distrikt Portalegre. Sie staut den Sever, einen linken (südlichen) Nebenfluss des Tejo zu einem Stausee (port. Albufeira da Barragem da Apartadura) auf. Die Gemeinde São Salvador da Aramenha liegt einen Kilometer nördlich der Talsperre.
Mit dem Projekt zur Errichtung der Talsperre wurde im Jahre 1983 begonnen. Der Bau wurde 1993 fertiggestellt. Die Talsperre dient neben der Trinkwasserversorgung auch der Bewässerung. Sie ist im Besitz der INAG.

## Absperrbauwerk
Das Absperrbauwerk ist ein CFR-Damm mit einer Höhe von 46,5 m über der Gründungssohle (44,5 m über dem Flussbett). Die Dammkrone liegt auf einer Höhe von 598 m über dem Meeresspiegel. Die Länge der Dammkrone beträgt 284 m und ihre Breite 8 m. Das Volumen des Bauwerks beträgt 454.000 m³.
Der Staudamm verfügt sowohl über einen Grundablass als auch über eine Hochwasserentlastung. Über den Grundablass können maximal 14,5 m³/s abgeleitet werden, über die Hochwasserentlastung maximal 45 m³/s. Das Bemessungshochwasser liegt bei 80 m³/s; die Wahrscheinlichkeit für das Auftreten dieses Ereignisses wurde mit einmal in 1.000 Jahren bestimmt.

## Stausee
Beim normalen Stauziel von 595 m (maximal 595,95 m bei Hochwasser) erstreckt sich der Stausee über eine Fläche von rund 0,48 km² und fasst 7,465 Mio. m³ Wasser, davon können 6,98 Mio. m³ genutzt werden. Das minimale Stauziel liegt bei 568 m.